# Pectiniunguis pauperatus
Pectiniunguis pauperatus är en mångfotingart som beskrevs av Filippo Silvestri 1907. Pectiniunguis pauperatus ingår i släktet Pectiniunguis och familjen småjordkrypare. Inga underarter finns listade i Catalogue of Life.